# Parlamentní volby v Gruzii 2024
Parlamentní volby se v Gruzii konaly 26. října 2024. Volby proběhly podle pravidel přijatých v roce 2017 prostřednictvím ústavních změn, které posunuly volební systém směrem k poměrnému volebnímu systému s volebním prahem 5 %. Vládnoucí strana Gruzínský sen (GS) usilovala o zisk čtvrtého mandátu ve funkci. Její zakladatel, Bidzina Ivanišvili – vlivný oligarcha a bývalý premiér, který je často považován za „šedou eminenci“ země i po svém oficiálním odchodu z politiky v roce 2021 – se několik měsíců před volbami vrátil do politiky, aby GS vedl ve volebním boji.
Ve své kampani Gruzínský sen propagoval konspirační teorii o „Globální válce“, přičemž sliboval „zajištění míru“ prostřednictvím „pragmatické politiky“ vůči Rusku v souvislosti s válkou na Ukrajině; prosazoval sociálně konzervativní politiku, zejména nedávný „zákon o LGBT propagandě“ a posílení postavení Gruzínské pravoslavné církve v ústavě, zakazoval činnost většiny hlavních opozičních stran; deklaroval záměr vstupu do Evropské unie „za gruzínských podmínek“; a obnovení územní celistvosti země, přičemž Ivanišvili oslovoval Kreml a žádal omluvu za roli Gruzie ve válce v roce 2008.
V předvolebním období se protivníci Gruzínského snu zaměřili na kritiku toho, co popisují jako proruský posun strany a její neochotu plnit kritéria stanovená Evropskou komisí pro přistoupení k EU, přičemž prosazovali evropskou integraci. Volbám předcházely gruzínské protesty v letech 2023–2024 kvůli kontroverznímu zákonu, který požadoval, aby organizace přijímající zahraniční financování byly registrovány jako „zahraniční agenti“, což vyvolalo obvinění z autoritářství. Tento zákon zhoršil vztahy se Západem; Evropská unie a Spojené státy americké zahájily různé opatření proti tomuto zákonu, včetně vízových omezení a finančních sankcí vůči několika gruzínským činitelům, de facto zmrazení statusu kandidátské země Gruzie pro vstup do EU a návrhu amerického Kongresu na zákony MEGOBARI Act a Georgian People's Act. Tato opatření však někteří kritizovali jako zasahování USA a EU do vnitřních záležitostí Gruzie za účelem ochrany rozsáhlé sítě neziskových organizací financovaných ze Západu.
Podle předběžných výsledků zveřejněných Ústřední volební komisí Gruzie Gruzínský sen vyhrál ve volbách s více než 53 % hlasů, zatímco čtyři hlavní opoziční koalice, které se dohodly, že nebudou spolupracovat s Gruzínským snem v parlamentu prostřednictvím tzv. „Gruzínské charty“, získaly dohromady 37,79 %. Gruzínský sen dosáhl nejlepších výsledků na venkově, zejména v regionech Samcche-Džavachetie, Kvemo Kartli, Svanetie, Rača-Lečchumi, Gurie a Adžárie, ale v souboji s opozicí prohrál hlavní město Tbilisi a také Rustavi, zatímco v ostatních velkých městech zvítězil jen těsně. V hlavním městě získal GS 42 % hlasů, zatímco čtyři hlavní opoziční koalice dohromady 46 %; menší libertariánská strana Girči získala 5,3 %. Gruzínský sen rovněž výrazně prohrál s opozicí mezi gruzínskou diasporou.
Čtyři hlavní opoziční koalice a prezidentka Salome Zurabišviliová prohlásily, že volby byly poznamenány údajnými případy kupování hlasů, falšování volebních uren, zastrašování a nátlaku na voliče. Obvinili Gruzínský sen z „krádeže voleb“, přičemž Zurabišviliová odmítla uznat oficiální výsledky, které nazvala „nelegitimními“. Opozice oznámila, že bude bojkotovat nový parlament. Evropská unie a Spojené státy americké vyzvaly k vyšetření těchto obvinění, přičemž velvyslanec Evropské unie v Gruzii Paweł Herczyński uvedl, že „mezinárodní pozorovatelé neprohlásili volby za svobodné a spravedlivé. Ani však netvrdili opak.“ Dne 30. října zahájila gruzínská prokuratura vyšetřování údajných volebních podvodů.

## Pozadí

### Politický kontext
Strana Gruzínský sen vládla Gruzii od porážky Sjednocené národní strany (SNS) Michaila Saakašviliho ve volbách do parlamentu v roce 2012. Přestože Gruzínský sen oznámil své plány na prosazování politiky směřující k členství v Evropské unii a NATO, zároveň prosazoval smířlivější přístup k Rusku ve srovnání se svými protiruskými oponenty. Avšak geopolitické napětí způsobené ruskou invazí na Ukrajinu a konfliktem mezi Arménií a Ázerbájdžánem ztížilo udržování této rovnováhy, a to i vzhledem k výrokům ukrajinských politiků, že by Gruzie „významně pomohla“ Ukrajině otevřením „druhé fronty“ proti Rusku, a také snahám Západu izolovat Rusko mezinárodními sankcemi.
Během ruské invaze na Ukrajinu gruzínská vláda odsoudila ruské činy a poskytla Ukrajině humanitární pomoc, avšak nepřipojila se k sankcím proti Rusku. To umožnilo příliv ruského kapitálu a vysoce kvalifikovaných Rusů, kteří se vyhýbali vojenské mobilizaci. Na oplátku Rusko neschválilo návrh odtržené de facto Jižní Osetie, aby se konalo referendum o připojení k Ruské federaci, a přestože vztahy mezi těmito zeměmi zůstávají napjaté, nezařadilo Gruzii na seznam „nepřátelských zemí“.
Dne 25. února 2022 proběhly před budovou gruzínského parlamentu v Tbilisi rozsáhlé protesty, které trvaly šest dní za sebou a vyjadřovaly solidaritu s Ukrajinou. Demonstrace nabraly protivládní tón, což odráželo rostoucí frustraci z údajně nedostatečné reakce gruzínských úřadů na ruskou invazi. Elene Choshtariaová, lídryně strany Droa, oslovila dav a požadovala rezignaci premiéra Irakliho Garibašviliho a jeho administrativy. Vyžadovala okamžitá a účinná opatření na podporu Ukrajiny, jako například uzavření nebe pro Rusko, a vyzvala Gruzii, aby podala žádost o členství v EU.

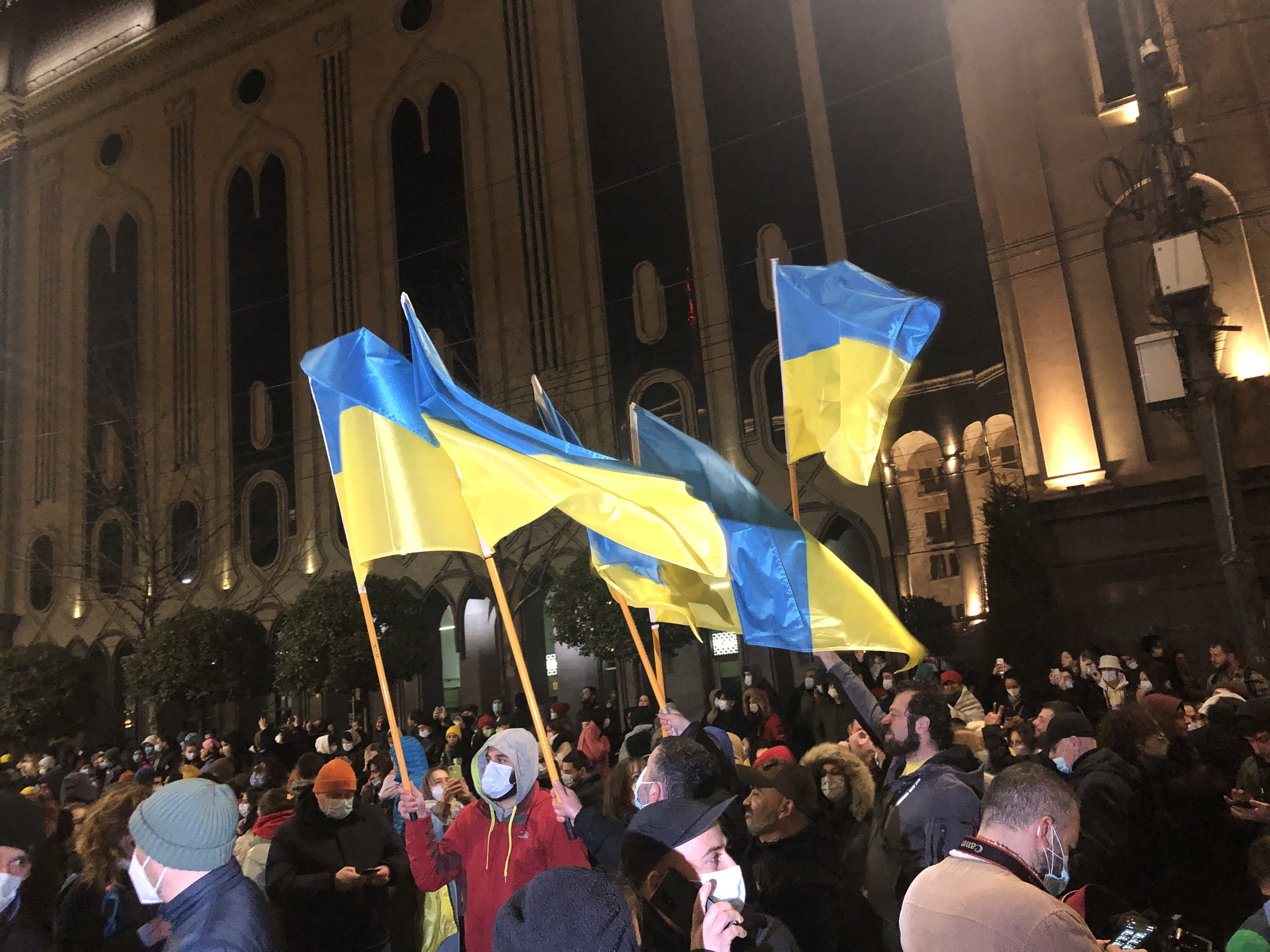
Demonstranti v Tbilisi odsuzují údajně nedostatečnou podporu gruzínské vlády Ukrajině

Shromáždění rovněž zdůraznilo nespokojenost s tím, jak vláda zvládá krizi. Demonstranty pobouřily překážky kladené dobrovolníkům a odmítnutí vlády připojit se k mezinárodním sankcím proti Rusku. Dne 28. února gruzínské úřady neudělily povolení k přistání ukrajinskému charterovému letu, který měl přepravit gruzínské dobrovolníky z Gruzie na Ukrajinu. Lídr Gruzínského snu Mamuka Mdinaradze prohlásil, že Gruzie nemůže posílat dobrovolníky na Ukrajinu, protože se nachází ve zranitelné pozici a riskovala by válku s Ruskem. V reakci na to ukrajinský prezident Volodymyr Zelenskyj rozhodl o odvolání ukrajinského velvyslance v Gruzii. Premiér Irakli Garibašvili také oznámil, že Gruzie se nepřipojí k západním sankcím proti Rusku, protože by to poškodilo gruzínskou ekonomiku více než Rusko, což dále podnítilo rostoucí protivládní nálady mezi protestujícími. Garibašvili také poukázal na to, že ani Západ, ani Ukrajina neuložily Rusku sankce během nebo po rusko-gruzínské válce v roce 2008, a dokonce pokračovaly v „obvyklých obchodních vztazích“, včetně ruského resetu, zatímco po Gruzii je nyní požadováno, aby se obětovala a „zničila svou ekonomiku“.
V červnu 2022 Evropská unie odmítla schválit přihlášku Gruzie k připojení do unie, přičemž jako důvod uvedla údajnou cenzuru médií a odmítnutí vlády připojit se k mezinárodním sankcím proti Rusku. To vedlo k mobilizaci opozice proti vládě. Naopak suverenistická frakce Lidová moc se v srpnu 2022 odtrhla od Gruzínského snu a navrhla legislativu k regulaci zahraničního vlivu vytvořením speciálního registru pro monitorování politicky aktivních zahraničně financovaných organizací, z nichž mnohé jsou financovány Západem. Zatímco vláda tvrdila, že zákon je nezbytný pro veřejné zveřejňování a transparentnost, opozice, podpořená prohlášeními západních ambasád a politiků, dokázala zorganizovat protesty proti návrhu zákona, přirovnávajíc jej k ruskému zákonu o zahraničních agentech a tvrdíc, že by ohrozil euroatlantickou integraci. Nakonec parlament návrh stáhl.
Dne 8. března 2023 se před parlamentem sešly desítky tisíc lidí, kteří požadovali zastavení dalších diskusí o tomto zákonu. Opoziční lídr Giorgi Vašadze vydal ultimátum, v němž žádal zamítnutí návrhů zákona a propuštění osob zadržených během protestů. Během protestů v Tbilisi vydalo ruské ministerstvo zahraničí prohlášení varující před násilnou změnou moci v Gruzii, přičemž někteří ruští politici naznačili, že Rusko by mohlo použít vojenské prostředky v případě „nestability na ruské hranici“. V září 2023 Státní bezpečnostní služba Gruzie uvedla, že odhalila plány opozice a západně financovaných skupin na zorganizování převratu v Gruzii za podpory gruzínských opozičních politiků se sídlem na Ukrajině. To vedlo k mobilizaci proruské gruzínské opoziční strany Konzervativní hnutí a televizního kanálu Alt-Info, kteří začali organizovat „antimajdanové hnutí“ na potlačení údajného převratu.

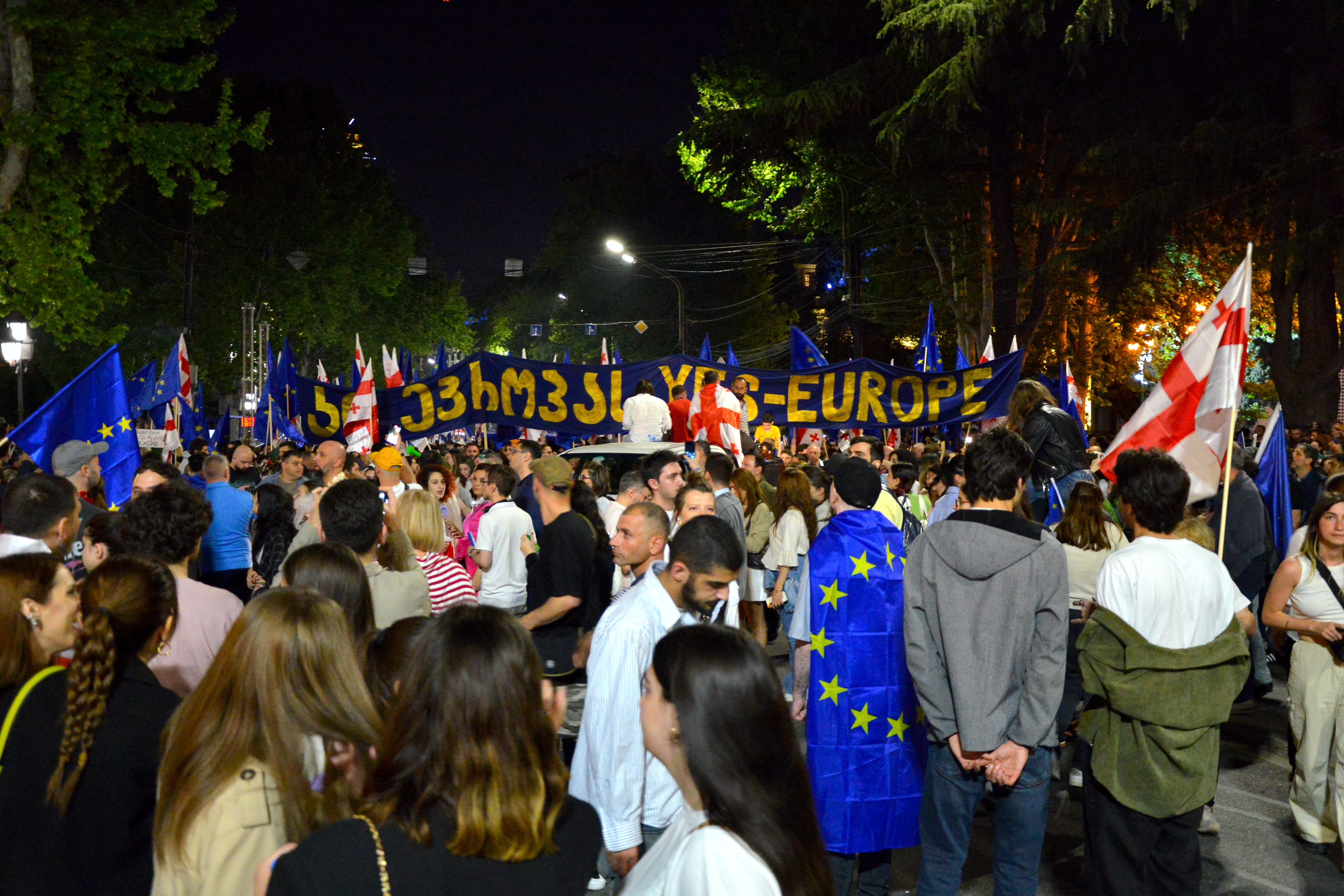
Transparent s tučným písmem hlásajícím „Ano Evropě“

V prosinci 2023 Evropská unie rozhodla o udělení statusu kandidátské země Gruzii po propuštění opozičního novináře Niky Gvaramii, který byl zatčen na základě obvinění ze zneužití pravomoci a zpronevěry, a po rozhodnutí parlamentu zamítnout impeachment proopoziční prezidentky Salome Zurabišviliové. Na konci prosince 2023 gruzínský premiér Irakli Garibašvili shrnul rok slovy, že vláda dokázala „zachovat mír“ navzdory hrozbám destabilizace způsobeným „radikálními skupinami a nepřátelskými silami působícími v zemi“ a zároveň zajistit status kandidátské země EU pro Gruzii.
Na začátku roku 2024 však Gruzie znovu zažila významnou politickou krizi a veřejné nepokoje kvůli opětovnému zavedení zákona o „zahraničních agentech“, který mnozí občané vnímali jako hrozbu pro občanské svobody a demokratické principy. Lídr parlamentní většiny Mamuka Mdinaradze uvedl, že důvodem pro opětovné zavedení návrhu zákona bylo pokračující šíření neprůhledných financí v zemi prostřednictvím nevládních organizací a skrytého zahraničního financování politických aktivit. Dne 8. dubna předsednictvo gruzínského parlamentu zaregistrovalo návrh zákona k parlamentnímu projednání. Kritici uvedli, že zákon, který požaduje, aby organizace a jednotlivci přijímající zahraniční financování byli registrováni jako „organizace nesoucí zájmy cizí mocnosti“, je opatřením k potlačení nesouhlasu a omezení činnosti nevládních organizací a nezávislých médií. Po celé zemi vypukly protesty, při nichž demonstranti požadovali zrušení zákona a „ochranu demokratických svobod“. Reakce vlády na protesty se lišila – od pokusů o dialog až po mnohé případy policejního násilí.

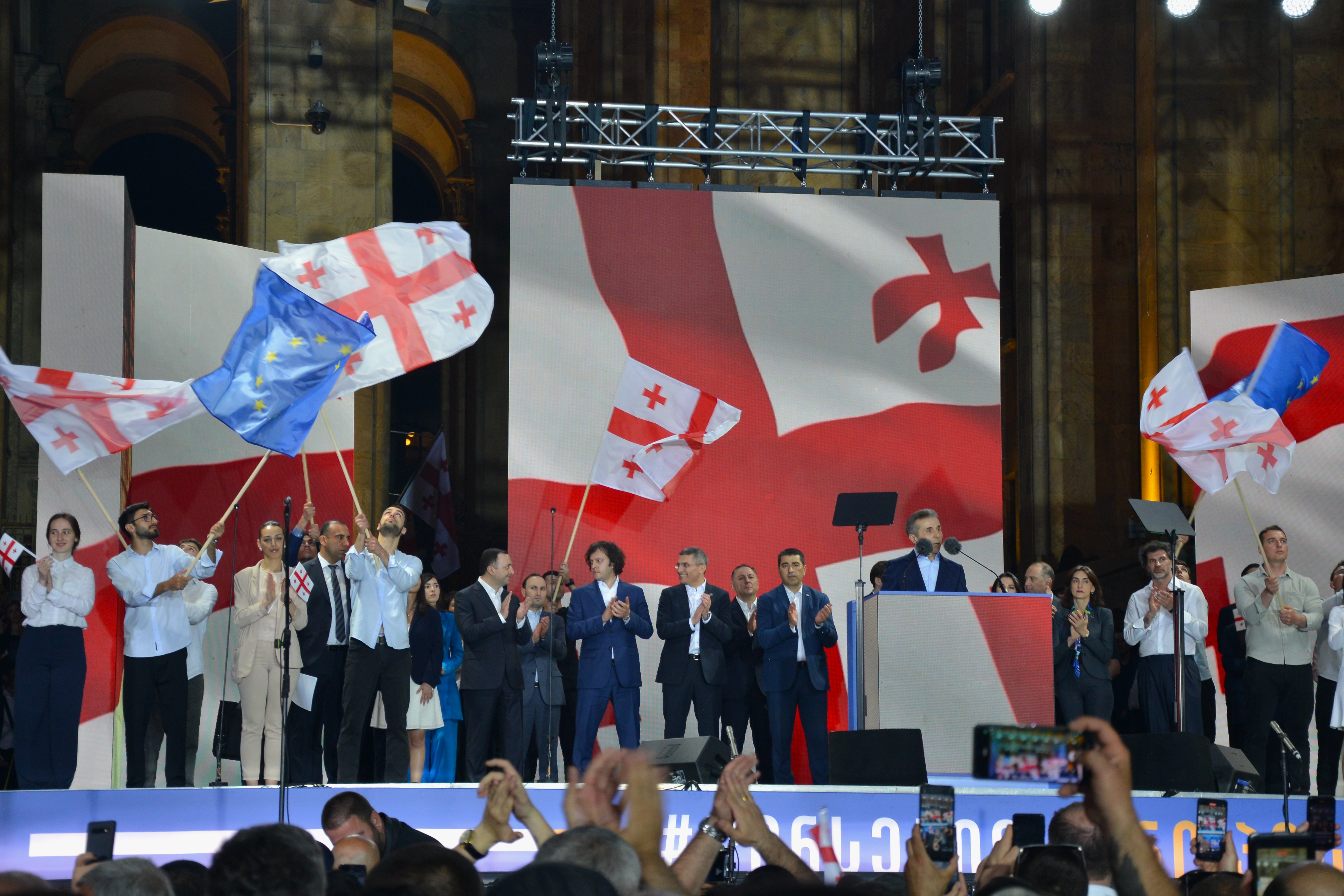
Bidzina Ivanišvili s projevem na shromáždění na podporu gruzínského zákona o transparentnosti zahraničního vlivu, 29. dubna 2024

Dne 11. května se uskutečnila rekordní protestní demonstrace, která je všeobecně považována za největší v gruzínské historii. Navzdory dešti se desítky tisíc lidí shromáždily na čtyřech klíčových místech v Tbilisi: na Náměstí První republiky, u stanice metra Marjanšvili, u stanice metra 300 Aragveli a na Cereteliho třídě. Demonstranti pochodovali podél obou břehů řeky Kura, přičemž čtyři proudy protestujících se symbolicky spojily na Náměstí Evropy v Metechi, aby oslavily Den Evropy. Odhady naznačují, že se akce zúčastnilo nejméně 169 000 lidí, přičemž některé zprávy uvádějí, že počet účastníků dosáhl až 200 000 nebo dokonce 300 000.
Široká opozice vůči zákonu zdůraznila hluboké obavy o budoucnost demokracie a lidských práv v Gruzii. Protestující a další kritici, včetně Evropské unie a západních zemí, se postavili proti zákonu s tím, že by potlačil demokracii a svobodu tisku v Gruzii, přičemž jej přirovnávali k ruskému zákonu o zahraničních agentech. Představitelé Evropské unie a Spojených států amerických tento návrh zákona hlasitě kritizovali, přičemž zdůraznili, že „Gruzie tento zákon nepotřebuje“ a že jeho přijetí navzdory opakovaným výzvám EU k jeho stažení bylo nepřijatelné. Zastánci zákona však tuto charakterizaci odmítli a tvrdili, že zákon zajistí transparentnost zahraničního financování a ochrání suverenitu Gruzie před škodlivým zahraničním vlivem. Strana Lidová moc argumentovala, že zákon bude chránit demokracii a suverenitu Gruzie před zahraničním vměšováním prostřednictvím financování nevládních organizací, jejichž cílem je prosazování zahraničních agend. Někteří rovněž kritizovali Evropskou unii a Spojené státy americké za zasahování do vnitřních záležitostí Gruzie a podkopávání její suverénní pravomoci přijímat vlastní zákony, přičemž obvinili Západ z vydírání Gruzie statutem kandidátské země EU a americkými sankcemi za účelem zachování práva na vměšování do suverénních záležitostí Gruzie prostřednictvím „neomezeného“ a „netransparentního“ zahraničního financování nevládních organizací. Zároveň zdůraznili, že místní nevládní organizace by měly být spíše založeny na místních základech než na zahraničním financování.

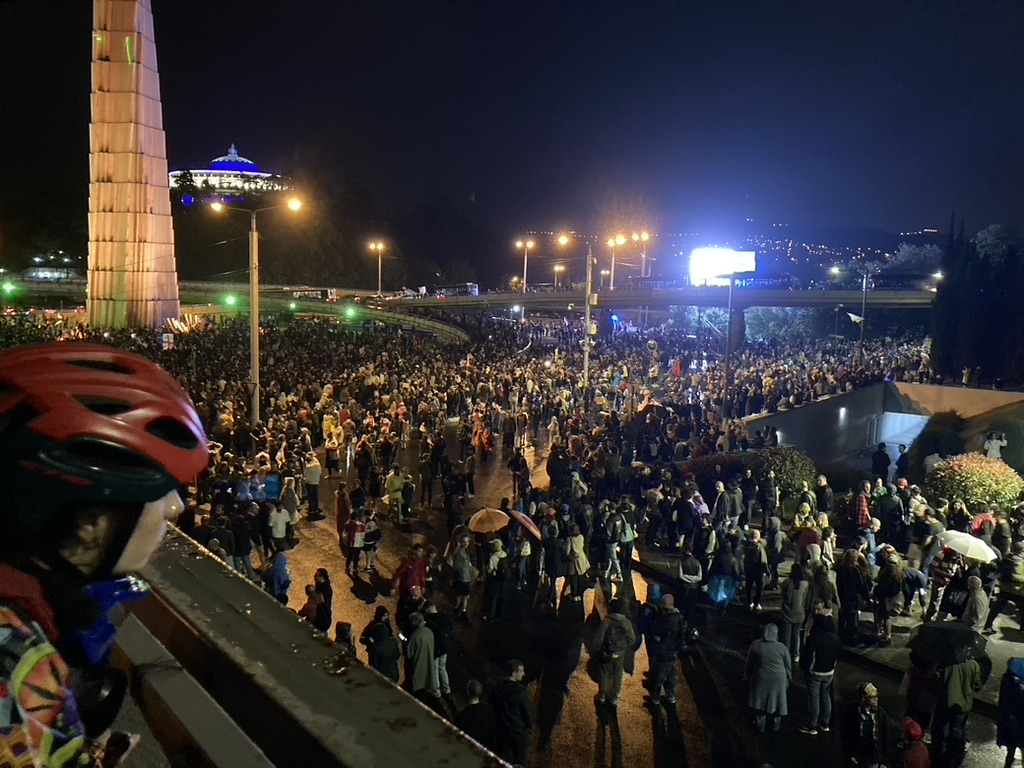
Stovky demonstrantů brání provozu na náměstí Hrdinů

V srpnu 2024 gruzínský premiér Irakli Kobachidze uvedl, že očekává, že volby budou probíhat na pozadí „bezprecedentního“ a „narušujícího“ zahraničního vměšování. Podobné obavy vyjádřil i předseda parlamentu Šalva Papuašvili, který poukázal na dánskou vládou sponzorovanou akci „Festival demokracie“ pořádanou neziskovou organizací Východoevropské centrum pro multipartijní demokracii v Telavi. Na akci se objevily transparenty požadující propuštění Micheila Saakašviliho z vězení. Papuašvili tvrdil, že zahraniční financování je směrováno do gruzínské politiky za účelem volební kampaně ve prospěch radikálních opozičních stran proti vládní straně.
Dne 5. října prezidentka Salome Zurabišviliová v rozhovoru oznámila, že má na mysli kandidáta na post premiéra, pokud by se ukázalo jako relevantní vytvoření koaliční vlády. Zdůraznila, že Gruzínská charta vyžaduje výběr premiéra po konzultaci s prezidentem. Ačkoli nezveřejnila identitu kandidáta, uvedla, že osoba nemá politické zázemí, což považuje za klíčové pro budování důvěry veřejnosti a snížení politické polarizace. Také zmínila, že brzy zahájí jednání s opozičními stranami, které podepsaly chartu. O den později Šalva Papuašvili během brífinku oznámil, že proti prezidentce bude znovu zahájeno řízení o impeachmentu. Jako jeden z důvodů uvedl její zahraniční cesty bez souhlasu vlády, včetně nedávných návštěv Francie, Německa a Polska.
Dne 20. října 2024 se tisíce Gruzínců shromáždily v Tbilisi na rozsáhlé proevropské demonstraci, jen několik dní před volbami. Demonstranti nesli gruzínské a evropské vlajky a pochodovali z pěti různých míst po městě na Náměstí svobody. Dav zpíval národní hymnu a hymnu EU „Óda na radost“ a držel transparenty s nápisy jako „Gruzie volí Evropskou unii“. Účast na akci se odhadovala na 90 000 až 100 000 lidí.
Zurabišviliová se připojila k demonstraci na Náměstí svobody, kde potvrdila závazek Gruzie vstoupit do EU. Ve svém projevu vyjádřila solidaritu s Ukrajinou a Moldavskem a přímo oslovila jejich lídry, Volodymyra Zelenského a Maiu Sanduovou. Pochválila vedení Sanduové, podpořila její opětovnou kandidaturu a popřála Moldavsku proevropské výsledky v nadcházejícím referendu. Zároveň vyzdvihla Sanduovou za úspěšné vedení Moldavska na evropské cestě. Zurabišviliová také vyjádřila podporu Zelenskému a zdůraznila, že jeho boj proti Rusku není jen za Ukrajinu, ale i za Gruzii, protože obě země čelí společné ruské agresi. Na závěr vyzvala evropské a americké partnery Gruzie, aby uznali neochvějný závazek země k evropské budoucnosti, a prohlásila, že Gruzie je již vítězem na své cestě k integraci do EU.

### Gruzínská charta
Dne 26. května 2024, v reakci na protesty v letech 2023–2024, prezidentka Salome Zurabišviliová představila Gruzínskou chartu, akční plán zaměřený na „posílení jednoty mezi opozičními stranami před parlamentními volbami“. Charta, oznámená během oslav Dne nezávislosti Gruzie, má vytvořit platformu pro opozici, aby prezentovala jednotný postoj. Návrh prezidentky klade důraz na nový volební formát, v němž si voliči budou vybírat mezi vládnoucí stranou a koalicí opozičních stran. Plán zahrnuje vytvoření dočasné vlády po volbách, která by realizovala klíčové reformy zaměřené na „posílení demokratických procesů a přiblížení Gruzie evropským standardům“, po nichž by následovaly nové volby.
Hlavní cíle charty zahrnují zrušení zákonů, které opozice považuje za překážky evropské integrace, a provedení významných reforem v oblasti justice a volebního procesu, aby bylo zajištěno „spravedlivé a demokratické prostředí“. Prezidentka zdůraznila, že říjnové parlamentní volby by se měly zaměřit na otázku „jakým směrem by se měla země vydat, spíše než na to, které jednotlivce nebo strany zvolit“. Prohlásila, že volby v roce 2024 budou fakticky referendem o tom, zda Gruzie usiluje o bližší integraci s Evropou. Dosud chartu podepsalo 17 opozičních politických stran, včetně Národního hnutí (UNM), Strategie Aghmašenebeli, Ahali, Lelo, Evropské Gruzie, Girchi – Více svobody, Droa, Občanů, Pro Gruzii, Pro lidi, Republikánské strany, Strany zelených Gruzie, Pro spravedlnost, Evropských demokratů, Práva a spravedlnosti, Tavisupleby, Státu pro lidi a Národní demokratické strany, a také 5 nezávislých poslanců.
Některé opoziční strany však odmítly dohodu podepsat. Strana Girči ocenila iniciativu prezidentky za snahu sjednotit opozici, přesto ji kritizovala za to, že nezohlednila jejich názory, a odmítla chartu podepsat. Zpočátku se k chartě nepřipojila ani strana Pro Gruzii, ačkoli podpořila reformy uvedené v chartě. Tvrdila však, že diskuse o vytvoření dočasné vlády po volbách škodí předvolebnímu procesu; později však Pro Gruzii své rozhodnutí přehodnotila a chartu podepsala.
Poslankyně vládní strany Nino Cilosaniová obvinila opoziční strany, že chartu nepodepsaly samostatně, ale pod „vlivem západních ambasád“.

## Strany a koalice
V měsících před volbami došlo k rozkolu uvnitř největší opoziční strany Sjednocené národní hnutí (SNH). V lednu 2023 Levan Chabešvili nahradil Niku Melii na pozici předsedy strany poté, co zvítězil ve vnitrostranických volbách. Melia, který obvinil Chabešviliho z toho, že je protežé tajemného podnikatele Davita Kezerašviliho, v prosinci 2023 oznámil odchod z SNH a plány na založení vlastní strany. Dne 11. března 2024 Melia oznámil založení strany Ahali. Připojil se k němu také Nika Gvaramia, další bývalý člen SNH a zakladatel opoziční televize Mtavari Archi TV. Dne 8. června se předsedkyní SNH stala Tinatin Bokuchašviliová, která nahradila Chabešviliho, jenž odstoupil kvůli zdravotním problémům.
Dne 20. července 2023 oznámilo SNH spojenectví se stranou Strategie Agmašenebeli Giorgiho Vašadzeho. Podle Chabešviliho se koalice nazvaná „Platforma vítězství“ bude soustředit kolem bývalého prezidenta Michaila Saakašviliho. Ten, uvězněný za zneužití pravomoci a násilí, povede svou stranu ve volbách z vězení. Dne 30. prosince 2023 oznámil Bidzina Ivanišvili, zakladatel vládní strany Gruzínský sen, návrat do politiky jako čestný předseda Gruzínského snu s příslibem aktivní role v předvolební kampani. Dne 8. února 2024 byl parlamentem potvrzen Irakli Kobachidze jako nový předseda vlády za Gruzínský sen. V březnu 2024 byla registrována strana Hnutí lidové síly, u které se očekává, že se voleb zúčastní. Dne 11. dubna Veřejný registr zrušil registraci strany Konzervativní hnutí, čímž jí zakázal účast ve volbách. V červnu 2024 bylo oznámeno, že strana se sloučí s Aliancí patriotů Gruzie a společně půjdou do voleb.
Dne 8. července předsedkyně SNH Tina Bokuchašviliová oznámila vznik nové politické platformy nazvané „Jednota – Zachraňme Gruzii“. Tato platforma má sdružit SNH, Strategii Agmašenebeli – dvě strany, které už rok tvoří koalici „Platforma vítězství“ – a zástupce dalších stran, občanské společnosti a akademické obce. Nová platforma bude používat volební číslo 5 ve volbách. Dne 9. července oznámily tři opoziční strany – Ahali, Girchi – Více svobody a Droa – své rozhodnutí sestavit společnou volební kandidátku pro parlamentní volby v říjnu. Vedoucí představitelé zmínili, že plánované spojenectví s jinou stranou, Lelo, se neuskutečnilo kvůli „drobným rozdílům“. Následně bylo toto spojenectví přejmenováno na „Koalici pro změnu“. Dne 18. srpna se ke koalici připojila Republikánská strana a mládežnická organizace gruzínských Ázerbájdžánců „Aktivisté pro budoucnost“.
Dne 24. června 2024 oznámila předsedkyně Aliance patriotů Gruzie Irma Inašviliová, že deset konzervativních stran a občanských organizací podepsalo „Deklaraci jednoty patriotů Gruzie“, která má vytvořit koalici zaměřenou na sjednocení tradicionalistických sil a podporu konzervativní agendy v příštím parlamentu. Deklarace vyzvala všechny jednotlivce sdílející tento světový názor, aby se připojili, přičemž kritizovala dominantní narativy Gruzínského snu a SNH, které podle ní „marginalizovaly konzervativní hlasy“. Hlavním cílem je zajistit silné zastoupení konzervativních hodnot v gruzínském parlamentu. Dne 10. července bylo oznámeno, že několik stran, včetně Konzervativní monarchistické strany a Křesťansko-demokratického hnutí, bude kandidovat pod hlavičkou Aliance patriotů. Na druhé straně, 16. července Mamuka Mdinaradze, výkonný tajemník Gruzínského snu, oznámil, že Hnutí lidové síly se voleb zúčastní společně s vládnoucím Gruzínským snem. O den později oznámily strany Lelo pro Gruzii, Pro lidi a politické hnutí Náměstí svobody sjednocení pod jedním volebním seznamem, přičemž toto spojenectví bylo později přejmenováno na „Silná Gruzie“. Později v srpnu se k alianci připojila i strana Občané.
Dne 1. srpna opustila většina volební kandidátky Evropské Gruzie, zvolené během vnitrostranických primárních voleb, stranu, včetně klíčových osobností Gigy Bokerii a Tamary Čergoleišviliové. K rozkolu došlo kvůli neshodám s dalšími významnými postavami, Gigim Ceretelim a Akakim Bobochidzem, ohledně výsledků primárek. Dne 15. srpna založili odcházející členové novou stranu nazvanou Federalisté. O dva dny později Evropská Gruzie v oznámení s koalicí Jednota oznámila, že půjde do voleb na společné kandidátce s SNH a Strategií Agmašenebeli. Dne 25. září Federalisté potvrdili, že se voleb nezúčastní, protože stranu zaregistrovali příliš pozdě. Přesto strana vyzvala své příznivce, aby zůstali aktivní a hlasovali proti Gruzínskému snu. Ústřední volební komise Gruzie odmítla zaregistrovat strany Evropští socialisté, Svaz gruzínských tradicionalistů a Generace pro Gruzii, protože nesplnily zákonný požadavek předložit podpisy 25 tisíc voličů pro registraci. Stejně tak bylo zamítnuto dalších osm stran, což znamená, že se těchto voleb nezúčastní. Syn vůdce Evropských socialistů Fridona Inji Ilia Injia se stal kandidátem Gruzínského snu.
Dne 16. září na zvláštním brífinku prezidentka Salome Zurabišviliová zdůraznila potřebu „pozitivního třetího centra“, které by poskytlo voličům inklinujícím k opozici i nerozhodným jasnější volbu, a oznámila nadcházející koalici dvou hlavních opozičních sil: Silná Gruzie a strany bývalého premiéra Giorgiho Gacharii Pro Gruzii. Vyjádřila podporu jejich připravenosti spojit se a 17. září je pozvala do paláce Orbeliani, aby dokončili závěrečné kroky jednání. Zurabišviliová uvedla: „Jsem přesvědčena, že to je to, co od vás očekává společnost.“ Poslanec Gruzínského snu Giorgi Kachiani obvinil prezidentku z údajného projevování politických sympatií k těmto stranám prostřednictvím jejího pozvání, což podle něj bylo porušením gruzínské ústavy vyžadující, aby prezident zůstal neutrální. Následující den po jednání na úřadu prezidenta Mamuka Chazaradze uznal, že přetrvávají některé problémy, včetně otázek týkajících se událostí z 20. června 2019 a projektu přístavu Anaklia. Zdůraznil však jednotu s Gachariou ve snaze sesadit vládnoucí Gruzínský sen a označil rozhodnutí země mezi cestou směrem k Rusku nebo budoucností integrovanou s Evropou za klíčové.
Gacharia uvedl, že Chazaradze požádal o dodatečný čas na objasnění svého postoje, což naznačuje, že jednání stále probíhají. Gacharia potvrdil závazek své strany upřednostnit demokratickou cestu Gruzie, poděkoval prezidentce Salome Zurabišviliové za zprostředkování dialogu a zdůraznil význam nadcházejících voleb pro zabránění dominanci jedné strany v gruzínské politice. Dne 19. září strana Pro Gruzii na Facebooku oznámila, že jednání ztroskotala, s odvoláním na vnitřní neshody uvnitř Silné Gruzie. Nicméně Mamuka Chazaradze toto tvrzení odmítl a uvedl, že Silná Gruzie byla připravena dohodu podepsat, ale čekala na pozvání prezidentky k finalizaci. Koalice měla za cíl zpochybnit dominanci vládnoucího Gruzínského snu a opozice SNH, čímž chtěla přilákat váhající voliče. Neshody, zejména ohledně kontroverzní minulosti bývalého premiéra a otázek rovného zastoupení na společné kandidátce, však vedly k rozpadu. Dne 25. září oznámila Silná Gruzie, že se k jejich koalici připojil bývalý prezident Giorgi Margvelašvili. Celkově bylo pro říjnové volby registrováno 27 stran. O volebním dnu Salome Zurabišviliová vyjádřila naději, že volby přinesou konec „jednobarevné vládě v Gruzii“.

### Seznam hlavních koalic nebo politických stran
Seznam hlavních stran a koalic, které se účastní voleb.
| #  | Strana/Koalice | Strana/Koalice | Strana/Koalice          | Ustavující strany                                             | Vedoucí                                                      | Poslední volby (2020)                           | Ideologie                                         |
| -- | -------------- | -------------- | ----------------------- | ------------------------------------------------------------- | ------------------------------------------------------------ | ----------------------------------------------- | ------------------------------------------------- |
| 41 |                | GD             | Gruzínský sen           | Gruzínský sen Lidová moc                                      | Irakli Kobachidze                                            | GS: 48,22 % LM: N/A                             | Populismus, konzervatismus, euroskepticismus      |
| 5  |                | U–NM           | Jednota – Národní hnutí | Spojené národní hnutí Strategie Aghmašenebeli Evropská Gruzie | Tinatin Bokuchavaová                                         | SNH: 27,18 % SA: 3,15 % EG: 3,79 %              | Liberální konzervatismus, proevropanství          |
| 4  |                | KZ             | Koalice pro změnu       | Ahali Girchi – Více svobody Droa Republikánská strana         | Nika Gvaramia Nika Melia Zurab Japaridze Elene Choshtariaová | Ahali: N/A G–VS: N/A Droa: N/A Republikáni: N/A | Liberalismus, libertarianismus, proevropanství    |
| 25 |                | PG             | Pro Gruzii              | Pro Gruzii Konzervativní strana                               | Giorgi Gacharia                                              | PG: N/A KSG: 0,16 %                             | Sociální demokracie, technokracie, proevropanství |
| 9  |                | SG             | Silná Gruzie            | Lelo pro Gruzii Pro lidi Občané Náměstí svobody               | Mamuka Khazaradze                                            | Lelo: 3,15 % PL: N/A Občané: 1,33 % NS: N/A     | Liberalismus, sociální demokracie, proevropanství |

### Seznam menších koalic nebo politických stran
Seznam menších stran a koalic, které se účastní voleb k 2. říjnu.
| #  | Strana/Koalice | Strana/Koalice | Strana/Koalice                     | Ustavující strany                                                                              | Vedoucí                                | Poslední volby                                   | Ideologie                                                                       |
| -- | -------------- | -------------- | ---------------------------------- | ---------------------------------------------------------------------------------------------- | -------------------------------------- | ------------------------------------------------ | ------------------------------------------------------------------------------- |
| 3  |                |                | Strana gruzínské jednoty a rozvoje |                                                                                                | Kamal Muradchanovi                     |                                                  |                                                                                 |
| 6  |                | EG             | Evropští demokraté                 | —                                                                                              | Paata Davitaia                         |                                                  | Proevropanství                                                                  |
| 8  |                | APG            | Aliance patriotů                   | Aliance patriotů Konzervativní hnutí/Alt-Info Gruzínská myšlenka Křesťansko-demokratické hnutí | Irma Inašviliová Davit Tarchan Mouravi | APG: 3,14 % KH/Alt-Info: N/A GM: 0,43 % KDH: N/A | Národní konzervatismus, pravicový populismus, tvrdý euroskepticismus, rusofilie |
| 10 |                | GLP            | Gruzínská labouristická strana     | —                                                                                              | Šalva Natelašvili                      | 1,00 %                                           | Sociální demokracie, proevropanství                                             |
| 12 |                |                | Naše spojená Gruzie                |                                                                                                | Isaki Giorgadze                        |                                                  | Reformismus                                                                     |
| 16 |                |                | Změňte Gruzii                      | —                                                                                              | Giorgi Gagnidze                        | 0,07 %                                           | Populismus                                                                      |
| 17 |                |                | Gruzie                             |                                                                                                | Giorgi Liluašvili                      | 0,06 %                                           |                                                                                 |
| 20 |                | SG             | Svobodná Gruzie                    | —                                                                                              | Kacha Kukava                           | 0,33 %                                           | Národní konzervatismus                                                          |
| 21 |                |                | Tribuna                            | —                                                                                              | Davit Čičinadze                        | 0,14 %                                           | Levicový populismus                                                             |
| 23 |                | C              | Chven                              | —                                                                                              | Neobsazený                             |                                                  | Proevropanství                                                                  |
| 26 |                |                | Levicová aliance                   | —                                                                                              | Konstantine Gugušvili                  |                                                  | Levicový nacionalismus                                                          |
| 27 |                |                | Gruzínská jednota                  | —                                                                                              | Gaioz Mamaladze                        |                                                  | Nacionalismus                                                                   |
| 36 |                | NPC-Girchi     | Nové politické centrum – Girchi    | —                                                                                              | Iago Chvičia                           | 2,89 %                                           | Libertarianismus                                                                |

## Kampaň a programy stran

### Gruzínský sen
Vládnoucí strana Gruzínský sen oficiálně oznámila zahájení předvolební kampaně 21. srpna 2024. První akce kampaně se konala 22. srpna v gruzínském městě Mccheta, následovaly akce v Ambrolauri, Ozurgeti, Achalciche, Gori, Telavi a dalších regionech. Kampaň vyvrcholila 23. října v Tbilisi. Během kampaně vystoupili na veřejnosti se svými projevy lídři strany jako Bidzina Ivanišvili, Irakli Kobachidze, Mamuka Mdinaradze a další. Před oficiálním zahájením kampaně vydala Politická rada Gruzínského snu 20. srpna prohlášení, že volby budou referendem o „válce versus míru, tradičních hodnotách versus morální degradaci, podřízenosti vnějším mocnostem versus nezávislému a suverénnímu státu“. Strana vyzvala své příznivce, aby „vše ostatní odložili stranou a přišli hlasovat“, s důrazem na potřebu zajistit ústavní většinu k dosažení svých dlouhodobých cílů. Strana představila cíle, které plánuje s touto většinou realizovat, a ty se staly hlavními tématy kampaně.
Gruzínský sen slíbil zakázat „kolektivní Sjednocené národní hnutí“, termín, kterým označuje bývalou vládnoucí stranu Sjednocené národní hnutí a další strany, které podepsaly Gruzínskou chartu s SNH a zavázaly se k vytvoření koaliční vlády za účelem sesazení Gruzínského snu od moci. Strana obvinila SNH z různých „zločinů proti gruzínskému lidu“ během jejich vlády, včetně „vtáhnutí Gruzie do války s Ruskem v roce 2008“ a snahy zaplést Gruzii do „druhé fronty“ rusko-ukrajinské války. Podle prohlášení existence „kolektivního SNH“, „který je zcela ovládán zvenčí a neustále se podílí na nepřátelských akcích vůči státu“, znemožňuje zdravý demokratický proces a střídání politických sil. Později Ivanišvili popsal „kolektivní UNM“ jako „závažnou nemoc“, která sužuje zemi dvě desetiletí. Prohlásil, že ústavní většina umožní právní kroky k zákazu „UNM a jeho přidružených stran“, s odvoláním na právní důvody a přirovnáním k „norimberskému procesu“. Ivanišvili označil SNH za „zahraniční agenty zapojené do protistátních aktivit“. Tvrdil, že pouze nahrazení „kolektivního SNH“ „vlasteneckými politickými silami“ umožní Gruzii pořádat „opravdu zdravé volby“. Premiér Irakli Kobachidze uvedl, že Gruzínský sen plánuje zakázat aliance Jednota – Národní hnutí (SNH, Evropská Gruzie – Hnutí za svobodu a Strategie Aghmašenebeli), Koalice pro změnu (Ahali, Girchi – Více svobody, Droa a Republikánská strana), Silná Gruzie (Lelo, Pro lidi, Náměstí svobody a Občané) a stranu Pro Gruzii, kterou založil bývalý premiér Giorgi Gacharia. Kobachidze obvinil tyto strany z podpory SNH a vyzval k trestnímu stíhání zejména proti postavám jako Mamuka Chazaradze z Lelo. Kobachidze prohlásil, že zákaz politických stran je považován za demokratický proces, pokud k tomu existují právní základy. Argumentoval, že v demokratickém státě jsou takové kroky ospravedlnitelné. Uvedl, že politické strany byly zakázány na Ukrajině a v Moldavsku a podobná opatření získala pozitivní hodnocení od EU.
Dne 14. září během kampaně v Gori obvinil Ivanišvili Sjednocené národní hnutí z vyprovokování rusko-gruzínské války v roce 2008 a označil to za „nejhorší zločin spáchaný touto stranou“. Uvedl, že SNH spáchalo „mnoho zvěrstev“, která byla podle něj doložena důkazy. Tvrdil, že válka z roku 2008 byla „dobře naplánovanou provokací zvenčí“ s cílem rozdělit jednotu Gruzínců a Osetů a uvrhnout je do „nekonečné, umělé konfrontace“. Prohlásil, že válka z roku 2008 byla „objednaná zvenčí“ a provedená „agenty bez státní příslušnosti“. Ivanišvili slíbil uspořádat „norimberský proces“ pro SNH a uvedl, že Gruzie se bude muset omluvit Osetům za „plameny, do kterých naše osetské bratry a sestry uvrhlp zrádné Národní hnutí v roce 2008“. Tvrdil také, že pouze Gruzínský sen dokáže zajistit usmíření s Osety. Tato Ivanišviliho prohlášení vyvolala mezi veřejností značné kontroverze. Mnoho příbuzných gruzínských vojáků, kteří zemřeli ve válce v roce 2008, například manželka Giorgia Ancuchelidzeho, který byl umučen militanty z Jižní Osetie, Ivanišviliho výroky veřejně odsoudili.
Druhým cílem, který strana Gruzínský sen představila, bylo pokračování v prosazování návrhu zákona na ochranu rodinných hodnot a práv nezletilých, který již strana iniciovala v gruzínském parlamentu. Návrh zákona, jehož cílem je zakázat „LGBT propagandu“, byl vládnoucí stranou odůvodněn potřebou zabránit šíření „pseudo-liberální ideologie“ do Gruzie ze zahraničí. Tento návrh zákona byl spojen se slibem Gruzínského snu chránit tradiční hodnoty země. Mamuka Mdinaradze, výkonný tajemník strany Gruzínský sen, zdůraznil nezbytnost zachování míru, obnovení územní celistvosti a zachování tradičních hodnot a nezávislosti. Podle něj je jedině Gruzínský sen schopen zachovat mír s Ruskem, a zároveň posouvat Gruzii směrem k evropské integraci. Mdinaradze rovněž zdůraznil význam tradičních hodnot a křesťanství pro gruzínskou identitu. Sliby strany v kampani nakonec formuloval jako „fyzické přežití a duchovní přežití“. Dne 28. září během svého projevu v Telavi před Kachetiany Bidzina Ivanišvili dále obvinil SNH ze snahy odcizit Gruzii jejím národním hodnotám. Zejména upozornil na „útok SNH na gruzínské vinařství“, které označil za součást gruzínské národní identity. Naopak tvrdil, že Gruzínský sen realizoval státní programy na obnovu vinařství, vinohradnického průmyslu a tradičního ruského trhu. Předseda gruzínského parlamentu Šalva Papuašvili prohlásil, že integrace Gruzie do Evropské unie by měla být spojena s respektem k tradičním gruzínským hodnotám. Gruzii označil za „jednu z prvních kolébek evropské civilizace“ a za „spolutvůrce skutečnosti, že zemědělství, vinařství a křesťanská víra byly začleněny do evropské identity“.
Třetím cílem, který vládnoucí strana Gruzínský sen představila, bylo znovuzačlenění separatistických regionů Abcházie a Jižní Osetie podporovaných Ruskem. Podle prohlášení Gruzínského snu by Gruzie vzhledem k „dynamickému vývoji událostí“ mohla kdykoli získat šanci na „pokojné obnovení“ své územní celistvosti. Proto by bylo „nutné změnit Ústavu Gruzie tak, aby systém správy a územní státní struktura Gruzie odpovídaly nové realitě“. Vládnoucí strana tvrdila, že „externě řízené protistátní“ opoziční strany nebudou ochotny podpořit obnovení územní celistvosti, a proto bude nutné, aby měla vládní strana ústavní většinu. Dalším, čtvrtým tématem, bylo „ochrana gruzínské identity a národních hodnot“. Podle prohlášení však toto téma zůstávalo předmětem diskusí uvnitř vládnoucí strany. Později Bidzina Ivanišvili, zakladatel Gruzínského snu, upřesnil, že otázka se týká „víry“. Někteří pozorovatelé spekulovali o plánu ustanovit pravoslavné křesťanství jako státní náboženství Gruzie. Bylo potvrzeno, že navrhovaná změna se zaměří na označení pravoslavného křesťanství jako státního náboženství. Vládnoucí strana tuto iniciativu označila za součást svého závazku podporovat „národní hodnoty a tradice“ v souladu se svými volebními sliby, jako je zákaz „LGBT propagandy“ a posílení role církve. Na druhé straně Gruzínská pravoslavná církev vyjádřila skepse, protože se obává, že by taková změna mohla ohrozit její nezávislost a zvýšit vládní kontrolu. Vysoce postavení duchovní, včetně metropolity Šia Mujiriho a metropolity Nikoloze Pačuašviliho, vyjádřili obavy z možných důsledků tohoto návrhu. Tvrdili, že by mohl změnit tradičně nezávislý, avšak kooperativní vztah mezi státem a církví, který byl ustaven konkordátem z roku 2002. Poté, co Gruzínská pravoslavná církev odmítla návrh vládnoucí strany na deklarování Gruzínské pravoslavné církve jako státního náboženství v Gruzii, Bidzina Ivanišvili se k této otázce znovu vyjádřil 31. srpna během kampaně v Ozurgeti. Potvrdil probíhající diskuse mezi Gruzínskou pravoslavnou církví a vládnoucí stranou o ústavním statusu Gruzínské pravoslavné církve. Uvedl, že navrhovaná změna by měla vyjasnit pravoslavné křesťanství jako „pilíř gruzínské státnosti“ a zdůraznit jeho roli v historii i současnosti země.

### Jednota — Národní hnutí

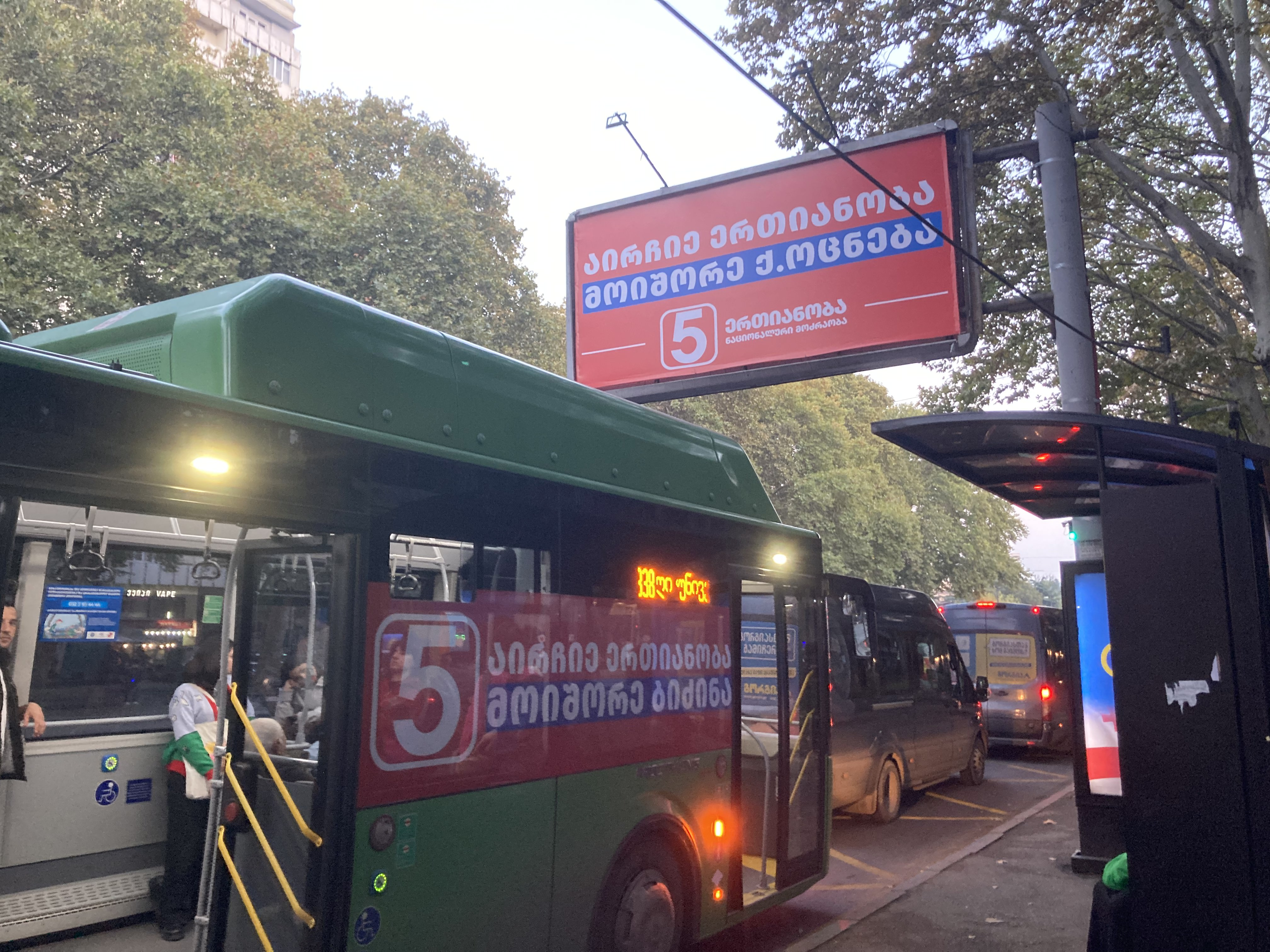
Billboardové a autobusové reklamy politické koalice Jednota – Národní hnutí vedené SNH

Na začátku ledna 2022 bylo odhaleno, že uvězněný bývalý prezident a lídr Sjednoceného národního hnutí (SNH), Michail Saakašvili, pracoval na devítibodovém ekonomickém plánu spolu s ekonomem SNH Romanem Gotsiridzem.
Dne 10. ledna Saakašvili oznámil, že plán je dokončen a brzy bude představen veřejnosti. Saakašviliho plán byl nakonec zveřejněn 3. února. Plán obsahoval devět tezí pro ekonomický rozvoj: reforma justice, anglické právo, arbitráž, dekriminalizace hospodářských trestných činů; deoligarchizace; rozvoj energetiky; odstranění byrokracie a nepotřebných výdajů; princip jediné daně; rozvoj infrastruktury a dopravy; výstavba plánovaného města Lazika, rozvoj zemědělství a vytvoření „gruzínského Silicon Valley“. Zaměřoval se na deregulaci, digitalizaci veřejných služeb, snižování korupce v soudním systému, demokratický rozvoj, malou vládu, neintervencionismus v ekonomice a ochranu soukromého vlastnictví jako prostředku pro přilákání zahraničních investic na podporu hospodářského růstu.
Plán předpokládal vytvoření ústavní komise pro reformu soudnictví, zkrácení lhůt pro přezkum případů a omezení korupce. Navrhoval neomezené uplatňování anglického práva v Gruzii v oblasti obchodních záležitostí, rozšíření využívání soukromé arbitráže a dekriminalizaci hospodářských trestných činů. Plán vytyčil deoligarchizaci jako jeden z hlavních cílů a navrhl zakázat jednotlivcům, kteří vlastní více než 5 % gruzínského HDP, vstupovat do politických stran, zakládat je nebo je financovat.

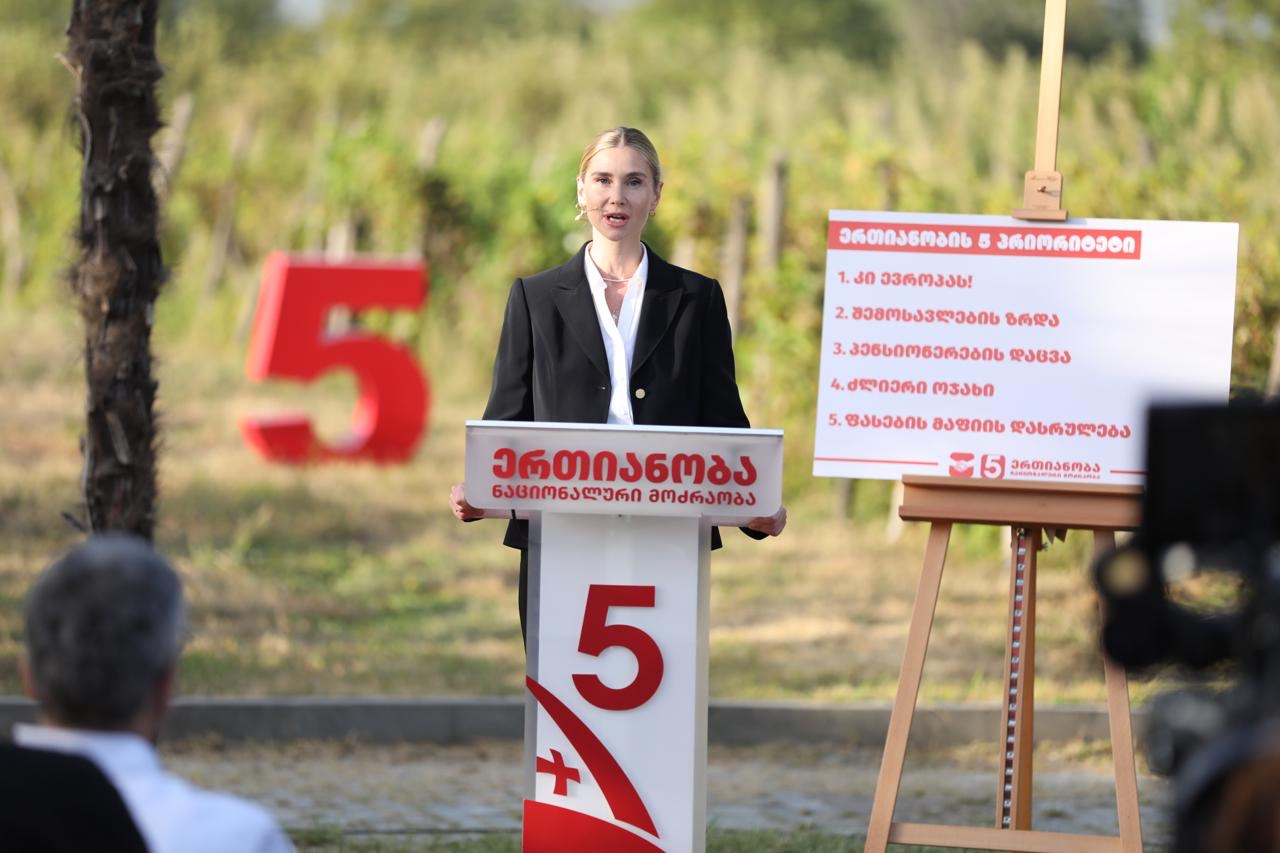
Tina Bokuchava představuje „5 priorit“ během kampaně v Kvareli

Plán předpokládal model hospodářského rozvoje Gruzie zaměřený především na infrastrukturu. Konkrétně se plán soustředil na výstavbu nových vodních elektráren, železnic a letišť v Gruzii, aby se země stala „regionálním logistickým a dopravním uzlem“. Bitcoiny byly označeny za hlavní problém, přičemž byly citovány „abchazské a gruzínské klany“ zneužívající elektřinu a nedostatek odpovědnosti.
Saakašviliho plán vyzýval k outsourcingu velké části veřejných služeb soukromému sektoru a k postupnému snižování počtu zaměstnanců ve veřejném sektoru. Rovněž obnovil myšlenku výstavby nového města Lazika v plánovaném časovém horizontu 10 let a prezentoval jej jako budoucí „finanční metropoli“ země. Pro gruzínský zemědělský sektor Saakašvili uvedl, že jedinou životaschopnou cestou k rozvoji bude přinést nové technologie ze zahraničí. Podpořil také myšlenku snížení dotací pro některá odvětví, což by podle něj mělo stimulovat podnikání a růst. Plán požadoval, aby vláda vytvořila „systém zemědělského pojištění“ na podporu rozvoje zemědělství.
Saakašvili, inspirován Běloruskem, představil projekt „gruzínského Silicon Valley“. Navrhl, aby Rustavi nebo jiné město blízko Tbilisi bylo přeměněno na „bezdaňovou zónu“ a aby podniky v této oblasti byly privatizovány za symbolické ceny s investičními závazky.
Dne 4. září 2024 představila předsedkyně SNH Tina Bokuchava během předvolební akce v Kvareli „5 priorit“ své strany a koaličních partnerů: evropskou integraci, zvýšení průměrného příjmu, zvýšení důchodů, posílení gruzínských rodin a rozbití monopolů. V oblasti zahraniční politiky koalice slíbila zahájit přístupová jednání s Evropskou unií, vyjednat dohodu o volném obchodu a liberalizaci vízového režimu se Spojenými státy americkými a zrušit zákon o transparentnosti zahraničního vlivu. V oblasti vnitřní politiky Bokuchava slíbila bezplatné školní obědy, bezplatné ubytování pro studenty a zrušení důchodových půjček.
Hnutí Jednota – Národní hnutí klade důraz na zajištění členství Gruzie v Evropské unii. Spolu se svými koaličními partnery plánuje zahájit přístupová jednání s EU ihned po vítězství ve volbách, čímž by se zpřístupnil „14 miliardový eurofond Evropské unie“ pro Gruzii. Strana se také zavazuje podepsat dohodu o volném obchodu se Spojenými státy americkými a zajistit bezvízové cestování pro gruzínské občany do USA. Kromě toho strana slibuje vytvořit desítky tisíc nových pracovních míst ročně. Do zemědělství bude přidělena 1 miliarda eur z dotací EU s cílem zvýšit průměrný národní plat na 3 500 lari a stanovit minimální mzdu na 1 500 lari. Další klíčové závazky zahrnují zrušení důchodových půjček, zvýšení důchodů na 1 000 lari a zřízení miliardového fondu pojmenovaného po Michailu Saakašvilim na podporu návratu gruzínských emigrantů.

### Pro Gruzii
Dne 8. srpna 2024 navštívil lídr strany Pro Gruzii, Giorgi Gacharia, Batumi, aby se setkal s lidmi a získal podporu pro volby. Dne 17. srpna 2024 Gacharia oficiálně zahájil volební kampaň strany slavnostním ceremoniálem v Zugdidi. Mezi Gachariovy předvolební sliby patřilo zvýšení minimální mzdy z 50 GEL na 950 GEL, zavedení šestiměsíčních podpor v nezaměstnanosti a navázání růstu důchodů na růst ekonomiky. Strana Pro Gruzii věří, že zdravotní péče je základním lidským právem a stát musí zajistit její ochranu. Strana plánuje přechod na povinný model univerzálního zdravotního pojištění financovaný spotřebními daněmi z tabáku, alkoholu a dovozu vozidel. Primární zdravotní péče bude posílena, lékaři budou přeškoleni a bude zlepšena kvalita služeb spolu s regulovanými náklady, aby byl zajištěn přístup ke kvalitním lékům.
Strana se zavazuje urychlit integraci Gruzie do EU a zajistit sektorové výhody, jako je přístup na jednotný trh, členství v Evropské energetické unii a aplikace digitálních politik ještě před plným členstvím. Dále strana prosazuje členství v NATO bez „Akčního plánu členství“ (MAP), podle modelu Finska a Švédska.
V oblasti ekonomiky strana usiluje o vytvoření evropského sociálního státu zaměřeného na udržitelný a inkluzivní růst. Mezi hlavní priority patří programy zaměstnanosti, rozvoj sektorových politik a agentura na financování exportu. Čtyřletý infrastrukturní projekt zajistí dokončení zplyňování, zásobování vodou a přístup k internetu po celé zemi s důrazem na budování zelené ekonomiky, která ochrání přírodní zdroje. V oblasti vzdělávání se strana zaměřuje na podporu kritického myšlení, občanské uvědomělosti a celoživotního učení prostřednictvím zlepšení kvality, infrastruktury a financování. Výdaje na obranu vzrostou na 2 % HDP a vojenská spolupráce se západními partnery, zejména se Spojenými státy americkými, posílí obranyschopnost Gruzie. Depolitizace a posílení Státní bezpečnostní služby se zaměří na boj proti hybridním hrozbám ze strany Ruska.
Strana připraví během jednoho roku národní strategii pro deokupaci a mírové sjednocení země za účasti veřejnosti a západních partnerů. Reforma správy posílí instituce, zajistí vzájemný systém brzd a protivah a podpoří spravedlivé a transparentní volby. Klíčová jmenování ve vládě (např. generální prokurátor, soudci) budou prováděna na základě politického konsenzu. Reformy soudnictví se zaměří na odstranění korupce, včetně odvolání vysokých představitelů, kteří ztratili důvěru veřejnosti. Nejvyšší rada justice projde komplexní reformou k obnovení integrity. Boj proti korupci je ústřední prioritou. Strana slibuje rozbití elitních sítí, které se obohacují na úkor občanů, a zajistí, že regionální a obecní vlády budou osvobozeny od korupce. Prostřednictvím fiskální decentralizace získají obce více pravomocí a zdrojů, přičemž na místní úrovni budou vytvořeny protikorupční jednotky, které budou monitorovat rizika.

### Silná Gruzie
Dne 5. září 2024 představila koalice Silné Gruzie svůj volební plán nazvaný „Iljova cesta“ veřejnosti v Saguramu poblíž sochy Ilji Čavčavadzeho. Koalice uvedla, že zavede vízový režim pro ruské občany v Gruzii, omezí přímé lety s Ruskem a zakáže prodej zemědělské půdy Rusům. Slíbila prosadit výstavbu anaklijského hlubokomořského přístavu a vytvořit „200 tisíc nových pracovních míst“, přestože nespecifikovala, jakých opatření k tomu bude využito. Slíbila zavést vysokou daň z hazardu a využít zvýšené rozpočtové prostředky na zvýšení důchodů. Anna Dolidzeová, sociálnědemokratická členka koalice ze strany Za lidi, představila plán na zvýšení průměrného příjmu a minimální mzdy. Uvedla, že těchto cílů bude dosaženo ve spolupráci s „podnikateli, malými a středními podniky“. Levan Tsutskiridze, lídr strany Náměstí svobody, se zaměřil na reformu vzdělávání. Koalice slíbila větší evropskou integraci a zavázala se zřídit speciální ministerstvo na podporu přistoupení Gruzie k EU, zvýšit obchod s EU a vytvořit větší možnosti pro mladé lidi k cestám do evropských zemí prostřednictvím výměnných studentských programů.
Dne 19. září během setkání s důchodci Mamuka Chazaradze poznamenal, že koalice plánuje zvýšit daně z hazardu z 15 % na 25 %, přičemž za příklad uvedl Illinois. Také vyzval k ukončení „vykořisťovatelských praktik souvisejících s důchodovými půjčkami a přečerpáními“ a slíbil „řádný dohled“ nad penzijním fondem. Klíčovou součástí programu strany Lelo je její důchodový plán 1 000 GEL pro seniory, který Chazaradze označil za konkrétní iniciativu, nikoli jen předvolební slogan. „Jde o to, zajistit našim důchodcům základní prostředky k důstojnému životu,“ vysvětlil.
Koalice plánuje vypracovat regulace zaměřené na oddělení vzdělávacích institucí od politické kontroly a podporu nezávislosti vzdělávacího systému. Navrhované iniciativy zahrnují rozvoj programu školního stravování, poskytování bytové podpory pro studenty, modernizaci výzkumných laboratoří, podporu odborného vzdělávání a zvýšení počtu mateřských škol v obcích s významnými etnickými menšinami. Kromě toho má koalice v úmyslu vytvořit národní bezpečnostní systém založený na osvědčených postupech NATO, což bude zahrnovat reformy Národní bezpečnostní rady. Plány zahrnují obnovení vízové regulace pro ruské občany a omezení vlivu ruské měkké síly v Gruzii. Pro řešení potřeb obyvatel v okupovaných regionech a podporu mírového řešení konfliktů hodlá koalice vytvořit lepší vzdělávací a pracovní příležitosti a zároveň zlepšit přístup k možnostem vyplývajícím z kandidatury Gruzie do Evropské unie a zřízením zón volného obchodu.
Koalice podporuje demokratickou správu, která umožní všem stranám volně působit, a zároveň posiluje místní samosprávu a decentralizaci moci. Plánují komplexní přezkum soudců prostřednictvím prověrkového mechanismu, který povede k rozpuštění současné soudní rady. Na základě výsledků prověrky bude vytvořena nová rada, zvýší se počet soudců a přivítají se kvalifikovaní profesionálové mimo stávající systém. Navrhuje se také Národní protikorupční agentura vybavená vyšetřovacími pravomocemi a odpovědná parlamentu. Reformy se zaměří na zlepšení systému státních zakázek, zvýšení transparentnosti týkající se offshoreových společností a zabavení jakéhokoli nezákonně získaného majetku získaného korupcí. Koalice tvrdí, že současné kontroverzní zákony brání evropské integraci Gruzie a neodpovídají národním zájmům, a plánuje je po převzetí moci zrušit.
Koalice si představuje proces decentralizace, který poskytne obcím a radám zvýšené finanční prostředky a pravomoci přizpůsobené místním potřebám. K dosažení tohoto cíle mají v úmyslu posílit roli rad, zrušit státní zastupitelské administrativy a zlepšit správu místních příjmů pro větší finanční nezávislost. Také přezkoumají současné administrativně-územní uspořádání a status samosprávných měst změněný v roce 2017, přičemž posílí funkce parlamentního výboru pro regionální politiku a samosprávu.

### Koalice pro změnu
Dne 25. září 2024 Nika Gvaramia, spolulídr Koalice pro změnu, oznámil, že nebude na kandidátní listině koalice, aby uvolnil místo novým osobnostem. Následující den bylo odhaleno, že první místo na volební listině Koalice pro změnu obsadí Nana Malašchiaová, známá jako „Žena s vlajkou EU“, symbol březnových protestů.
Během kongresu v Rustavi Gvaramia oslovil publikum. Zástupcům malých a středních podniků řekl, že představují „hnací sílu, která tuto zemi posouvá vpřed“, a slíbil jim snížení daní, přilákání více investic a otevření přístupu na evropské, americké a čínské trhy. Kromě toho oslovil gruzínské farmáře se slovy: „Nenechte se nikým přesvědčit, že potřebujete státní pomoc každý rok. Nenechte si namluvit, že vaše práce je zbytečná nebo že Rusko je vaše jediné řešení. Evropská unie, Spojené státy americké a Čína nabízejí obrovské trhy, které vám budou přístupné, jakmile převezmeme vládu.“ Gvaramia zdůraznil svou vlastní zkušenost s „politickým uvězněním“ ze strany vlády Gruzínského snu a obrátil se na vězeňskou populaci se slovy: „Budu vás podporovat za všech okolností“ a slíbil, že zajistí, co si zaslouží.
Dne 17. října Nika Gvaramia představil veřejnosti hlavní směry programu koalice. Představil „Plán 4-4-4“, který obsahuje iniciativy ve čtyřech klíčových oblastech, jež mají být implementovány do čtyř dnů od sestavení nového parlamentu. Podle Gvaramii se koalice zaměří na následující oblasti:
- Evropská integrace – Do čtyř dnů koalice slibuje zahájit jednání s EU o členství Gruzie s odkazem na Gruzínskou chartu, historickou volbu země a vůli gruzínského lidu. Gvaramia zdůraznil, že gruzínští politici spolu s občanskou společností intenzivně pracovali na evropské integraci Gruzie.
- Demokracie – Gvaramia potvrdil závazek koalice k Gruzínské chartě, zejména pokud jde o vytvoření technické nebo prozatímní vlády, kterou koalice podpoří. Zdůraznil také důležitost zrušení „ruských zákonů“ zavedených v posledních letech, a to nejen těch, které vyvolaly veřejné protesty. Tento krok je podle něj klíčový pro cestu Gruzie k evropské integraci a zahrnuje širší reformy, jako je reforma soudnictví a prověrkové procesy.
- Ekonomika – Koalice plánuje do čtyř dnů navrhnout daňové reformy, které zahrnují snížení daně z příjmu na 15 %, osvobození malých podniků (s obratem pod 400 000 GEL) od DPH a snížení korporátní daně na 5 %. Gvaramia poznamenal, že tyto změny by prospěly asi 75 % podniků v Gruzii, zejména malým a středním podnikům.
- Vzdělávání – Do roku 2028 plánuje koalice výrazně zvýšit rozpočet na vzdělávání, aby adekvátně podpořila všechny úrovně vzdělávání. Gvaramia představil vytvoření „Vzdělávacího prasátka“, které poskytne 5 000 GEL ročně na vzdělávací potřeby každého dítěte, od mateřské školy po vysoké školy. Rovněž zmínil potřebu univerzit řešit otázky studentského bydlení z vlastních příjmů, přičemž další státní podpora pro vědecký výzkum má dosáhnout jedné miliardy lari do roku 2028.[212]

### Aliance patriotů Gruzie
Během volební kampaně Aliance patriotů, Konzervativní hnutí/Alt-Info a Gruzínská idea, kandidující na jednom volebním seznamu, pořádaly společná setkání s podporovateli po celé zemi. Setkání se konala v Mcchetě, Rustavi, Dedopliscqaru, Gori, Zestaponi, Batumi, Kutaisi a dalších městech. Kromě toho členové Alt-Info otevřeli několik nových kanceláří v různých regionech, aby lépe komunikovali s potenciálními voliči.

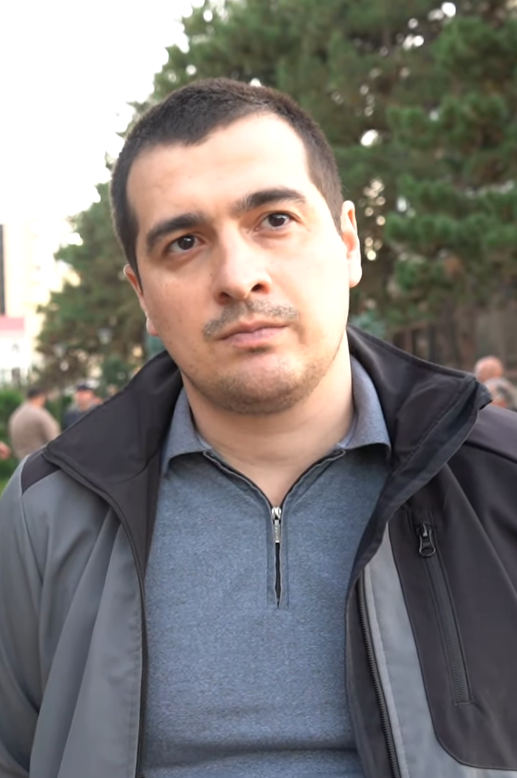
Zura Macharadze, spoluzakladatel proruského Konzervativního hnutí/Alt-Info, osobně sankcionovaný Ministerstvem financí USA

Během setkání strany představily voličům několik iniciativ. V oblasti vzdělávání strany slíbily zavedení výuky náboženství do školních osnov, zvýšení platů učitelů, bezplatné školní obědy a mimoškolní kurzy a bezplatné silové tréninky na všech školách. V oblasti zdravotnictví a sociální ochrany slíbily univerzální zdravotní péči, zřízení státních lékáren s nízkými cenami jako protiváhu soukromým lékárnám a monopolům a zákaz interrupcí. Pro oživení ekonomiky strany uvedly, že budou poskytovat nízkoúrokové státní půjčky podnikům, chránit gruzínské podniky před zahraničním dovozem prostřednictvím vysokých cel, vyjednávat otevření ruských a dalších postsovětských trhů pro gruzínské produkty a znárodňovat „strategické zdroje“. Strany prohlásily, že budou usilovat o zákaz zahraničního vlastnictví gruzínské zemědělské půdy, zvýšení podpory pro místní výrobu a zrušení daní z půdy v horských oblastech, aby se zabránilo jejich vylidňování. Strany také uvedly několik legislativních návrhů, které by prosazovaly v Parlamentu Gruzie: rozšíření využívání referend k rozhodování o veřejných otázkách, zajištění volitelnosti funkce veřejného ochránce práv, zrušení „genderové legislativy“, zavedení amnestie pro ty, kteří byli uvězněni za trestné činy spojené s rodinným násilím, a zřízení „skutečné protimonopolní agentury“.
V září 2024 Aliance patriotů zveřejnila svůj volební videoklip nazvaný „Proč jsme chudí?“. V něm tvrdila, že Gruzie zůstává rozvojovou ekonomikou, protože po dobu 30 let (od rozpadu Sovětského svazu) byla země „řízena na principech volného trhu“, jako je myšlenka, že pokud stát nezasahuje do ekonomiky, trh se „sám reguluje neviditelnou rukou“. Kritizujíc tuto teorii, videoklip uváděl Čínu a Jižní Koreu jako příklady „nejúspěšnějších rozvojových modelů“, ve kterých stát řídí a zasahuje do „strategických sektorů“, zatímco v ostatních oblastech umožňuje volné podnikání. Videoklip přisuzoval tomuto modelu zásluhu na vytvoření a rozvoji „vyspělých průmyslových odvětví“ v těchto zemích, jako je automobilový průmysl, elektronika a další. Videoklip také argumentoval pro zvýšený protekcionismus vůči levnému zahraničnímu dovozu za účelem podpory místní ekonomiky a vyjednávání s Ruskem o otevření jeho trhu pro gruzínské produkty, což by podle Aliance bylo klíčové pro ekonomický rozvoj.